# Rectidigitus ancisus
Rectidigitus ancisus är en loppart som först beskrevs av Jordan 1937.  Rectidigitus ancisus ingår i släktet Rectidigitus och familjen Stivaliidae. Inga underarter finns listade i Catalogue of Life.